# خانواده به سبک ایتالیایی
خانواده به سبک ایتالیایی (انگلیسی: Menage all'italiana) یک فیلم کمدی ایتالیایی به کارگردانی فرانکو ایندووینا است که در سال ۱۹۶۵ منتشر شد. فیلم دربارهٔ مردی متمایل به چندهمسری است که نمی‌تواند در برابر ازدواج‌های مکرر مقاومت کند و هشت زن دارد.

## گزیدهٔ بازیگران
- اوگو تونیاتسی
- آنا مافو
- ماریا گراتزیا بوچلا
- دالیدا
- رومینا پاور
- ماویه باردانزلو
- رزالینا ماجو
- پائولا بوربونی
- دینو
- رناتو پینچیرولی